# Chirita
Chirita é um género botânico pertencente à família Gesneriaceae. Aproximadamente 100 espécies são endemicas na China.

## Sinonímia
Babactes, Bilabium, Calosacme, Damrongia, Deltocheilos, Tromsdorffia.

## Espécies
Este gênero apresenta 237 espécies:
Chirita acaulis Chirita acuminata Chirita adenocalyx
Chirita alba Chirita amplectens Chirita anachoreta
Chirita anachoretica Chirita annamensis Chirita angusta
Chirita aratriformis Chirita asperifolia Chirita atroglandulosa
Chirita atropurpurea Chirita baishouensis Chirita balansae
Chirita barbata Chirita bicolor Chirita bicornuta
Chirita bifolia Chirita bilabium Chirita bimaculata
Chirita blumei Chirita brachystigma Chirita brachytricha
Chirita bracteosa Chirita brassicoides Chirita brevipes
Chirita briggsioides Chirita brunnea Chirita caliginosa
Chirita calva Chirita capitis Chirita carnosifolia
Chirita caerulea Chirita ceratoscyphus Chirita chaneti
Chirita chlamydata Chirita cicatricosa Chirita clarkei
Chirita colaniae Chirita communis Chirita cordifolia
Chirita corniculata Chirita cortusifolia Chirita crassituba
Chirita cristata Chirita cruciformis Chirita cyanea
Chirita cycnostyla Chirita cyrtocarpa Chirita dalzielii
Chirita demissa Chirita depressa Chirita diaphana
Chirita dibangensis Chirita dielsii Chirita dimidiata
Chirita drakei Chirita dryas Chirita eberhardtii
Chirita eburnea Chirita edgeworthii Chirita elata
Chirita elphinstonia Chirita fangii Chirita fasciculiflora
Chirita fauriei Chirita fimbrisepala Chirita flava
Chirita flavimaculata Chirita floribunda Chirita forbesii
Chirita fordii Chirita forrestii Chirita fruticola
Chirita fulva Chirita fusca Chirita gemella
Chirita geobrayi Chirita geoffrayi Chirita glabra
Chirita glabrescens Chirita glasgovii Chirita grandidentata
Chirita grandiflora Chirita griffithii Chirita guangxiensis
Chirita gueilinensis Chirita halongensis Chirita hamosa
Chirita hedyotidea Chirita heterostigma Chirita heterotricha
Chirita heucherifolia Chirita hiepii Chirita hochiensis
Chirita hookeri Chirita horsfieldii Chirita humilis
Chirita infundibuliformis Chirita insignis Chirita integra
Chirita involucellata Chirita involucrata Chirita jiuwanshanica
Chirita julise Chirita kerrii Chirita kurzii
Chirita lacei Chirita lachenensis Chirita lacunosa
Chirita laifengensis Chirita langshanica Chirita latinervis
Chirita lavandulacea Chirita laxiflora Chirita leiophylla
Chirita liboensis Chirita lienxienensis Chirita liguliformi
Chirita lienxienensis Chirita liguliformis Chirita lilacina
Chirita limans Chirita linearifolia Chirita linglingensis
Chirita liujiangensis Chirita longgangensis Chirita longipedicellata
Chirita longipedunculata Chirita longistyla Chirita lunglinensis
Chirita lungzhouensis Chirita macrodonta Chirita macrophylla
Chirita macrorhiza Chirita macrosiphon Chirita mangshanensis
Chirita marcanii Chirita martini Chirita medica
Chirita micromusa Chirita minuteserrulata Chirita minutihamata
Chirita minutimaculata Chirita mirabilis Chirita mishmiensis
Chirita modesta Chirita mollifolia Chirita mollis
Chirita mollissima Chirita monantha Chirita moonii
Chirita monophylla Chirita napoensis Chirita oblongifolia
Chirita obtusa Chirita obtusidentata Chirita oculata
Chirita ophiopogoides Chirita orbicularis Chirita orthandra
Chirita parvifolia Chirita parvula Chirita peduncularis
Chirita pellegriniana Chirita pinnata Chirita pinnatifida
Chirita poilanei Chirita polycarpa Chirita polycephala
Chirita polyneura Chirita primulacea Chirita primuloides
Chirita pseudoeburnea Chirita pteropoda Chirita pumila
Chirita pungentisepala Chirita puerensis Chirita purpureo
Chirita pycnantha Chirita quercifolia Chirita reptans
Chirita ridleyana Chirita ronganensis Chirita roseo
Chirita rotundata Chirita rotundifolia Chirita rupestris
Chirita scaberrima Chirita scabra Chirita sclerophylla
Chirita secundiflora Chirita semicontorta Chirita sericea
Chirita shennungjiaensis Chirita shouchengensis Chirita shuii
Chirita sichuanensis Chirita sinensis Chirita skogiana
Chirita spadiciformis Chirita speciosa Chirita spectabilis
Chirita speluncae Chirita sphagnicola Chirita spinulosa
Chirita stolonifera Chirita subacaulis Chirita subrhomboidea
Chirita subulatisepala Chirita swinglei Chirita tamiana
Chirita tenuifolia Chirita tenuituba Chirita ternifolia
Chirita tibetica Chirita trailliana Chirita tribracteata
Chirita trisepala Chirita tubulosa Chirita umbricola
Chirita umbrophila Chirita uniflora Chirita urticaefolia
Chirita varicolor Chirita verecunda Chirita vestita
Chirita villosissima Chirita viola Chirita vulgaris
Chirita walkeri Chirita walkeriae Chirita wangiana
Chirita wentsaii Chirita xinningensis Chirita yungfuensis
Chirita zeylanica Chirita zollingeri Chirita Hybriden